# All-Star Game de la NBA 1981
El 31.er All-Star Game de la NBA se disputó el día 1 de febrero de 1981 en el Coliseum de la ciudad de Richfield, en Ohio, en aquel año el estadio donde disputaba sus partidos los Cleveland Cavaliers. El equipo de la Conferencia Este estuvo dirigido por Billy Cunningham, entrenador de Philadelphia 76ers y el de la Conferencia Oeste por John MacLeod, de Phoenix Suns. La victoria correspondió al equipo del Este,  por 123-120, siendo elegido MVP del All-Star Game de la NBA el base de Boston Celtics Nate Archibald, que consiguió solamente 9 puntos, pero repartió 9 asistencias, y fue fundamental en la remontada de su equipo en los últimos minutos, cuando el Oeste ganaba por tres puntos.

## Estadísticas

### Conferencia Oeste
| CONFERENCIA OESTE        |     |     |     |     |     |     |     |     |
| Jugador, Equipo          | MIN | TCA | TCI | TLA | TLI | REB | AST | PTS |
| Walter Davis, PHO        | 22  | 5   | 9   | 2   | 2   | 7   | 1   | 12  |
| Adrian Dantley, UTA      | 21  | 3   | 9   | 2   | 2   | 5   | 0   | 8   |
| Kareem Abdul-Jabbar, LAL | 23  | 6   | 12  | 3   | 3   | 4   | 3   | 15  |
| Paul Westphal, SEA       | 25  | 8   | 12  | 3   | 3   | 4   | 3   | 19  |
| George Gervin, SAN       | 24  | 5   | 9   | 1   | 2   | 3   | 0   | 11  |
| Jamaal Wilkes, LAL       | 25  | 6   | 12  | 3   | 3   | 8   | 3   | 15  |
| Moses Malone, HOU        | 22  | 3   | 8   | 2   | 4   | 6   | 3   | 8   |
| Truck Robinson, PHO      | 21  | 3   | 6   | 0   | 0   | 5   | 2   | 6   |
| Jack Sikma, SEA          | 21  | 2   | 5   | 2   | 2   | 4   | 4   | 6   |
| Dennis Johnson, PHO      | 24  | 5   | 8   | 9   | 10  | 2   | 1   | 19  |
| Otis Birdsong, KC        | 12  | 0   | 3   | 1   | 2   | 1   | 1   | 1   |
| Totales                  | 240 | 46  | 90  | 28  | 33  | 51  | 22  | 120 |

MIN: Minutos. TCA: Tiros de campo anotados. TCI: Tiros de campo intentados. TLA: Tiros libres anotados. TLI: Tiros libres intentados. REB: Rebotes. AST: Asistencias. PTS: Puntos

### Conferencia Este
| CONFERENCIA ESTE           |     |     |     |     |     |     |     |     |
| Jugador, Equipo            | MIN | TCA | TCI | TLA | TLI | REB | AST | PTS |
| Larry Bird, BOS            | 18  | 1   | 5   | 0   | 0   | 4   | 3   | 2   |
| Julius Erving, PHI         | 29  | 6   | 15  | 6   | 7   | 3   | 2   | 18  |
| Artis Gilmore, CHI         | 19  | 5   | 7   | 1   | 2   | 6   | 2   | 11  |
| Eddie Johnson, ATL         | 28  | 7   | 12  | 2   | 3   | 2   | 2   | 16  |
| Reggie Theus, CHI          | 19  | 4   | 7   | 0   | 0   | 1   | 3   | 8   |
| Nate Archibald, BOS        | 25  | 4   | 7   | 1   | 3   | 5   | 9   | 9   |
| Robert Parish, BOS         | 25  | 5   | 18  | 6   | 6   | 10  | 2   | 16  |
| Bobby Jones, PHI           | 16  | 5   | 11  | 1   | 1   | 4   | 0   | 11  |
| Marques Johnson, MIL       | 19  | 1   | 2   | 5   | 6   | 4   | 2   | 7   |
| Micheal Ray Richardson, NY | 24  | 5   | 7   | 1   | 2   | 5   | 3   | 11  |
| Mike Mitchell, CLE         | 15  | 6   | 12  | 2   | 2   | 4   | 2   | 14  |
| Totales                    | 240 | 49  | 103 | 25  | 32  | 48  | 30  | 123 |

MIN: Minutos. TCA: Tiros de campo anotados. TCI: Tiros de campo intentados. TLA: Tiros libres anotados. TLI: Tiros libres intentados. REB: Rebotes. AST: Asistencias. PTS: Puntos